# Wojsławice (Mazovie)
Pour les articles homonymes, voir Wojsławice.
Wojsławice (prononciation : [vɔi̯swaˈvit͡sɛ]) est un village polonais de la gmina de Gózd dans le powiat de Radom de la voïvodie de Mazovie dans le centre-est de la Pologne.
Il se situe à environ 8 kilomètres à l'ouest de Gózd (siège de la gmina), 12 kilomètres à l'est de Radom (siège de le powiat) et à 98 kilomètres au sud de Varsovie (capitale de la Pologne).
Le village compte approximativement une population de 290 habitants.

## Histoire
De 1975 à 1998, le village appartenait administrativement à la voïvodie de Radom.